# Рудолф Хес (командант Аушвица)
Рудолф Хес (некад наведен и као Höss, Hoeß или Hoess; Баден-Баден, 25. новембар 1900 — Аушвиц, 16. април 1947) је био немачки националсоцијалиста, официр СС, и од маја 1940. до новембра 1943. командант концентрационог логора Аушвиц. Њему се приписује брза изградња логора и примена гаса циклон Б у гасним коморама.
Осуђен је као ратни злочинац 1947. године на смрт и обешен у логору Аушвиц.

## Биографија
Рудолф Хес је рођен у побожној католичкој породици. Његов отац је хтео да он постане католички свештеник. Након смрти Хесовог оца 1915. године, Рудолф Хес се тајно пријавио у војску. Током Првог светског рата је постао најмлађи официр у Немачкој војсци, као и најмлађи војник коме је додељен орден Гвоздени крст за храброст. Годину дана након рата, прикључио се Источнопруском добровољачком корпусу и учествовао је у биткама у области Балтика и Рура.
Учествовао је у бруталном убиству Валтера Кадоуа 1923. који је наводно издао нацистичког хероја Алберта Шлагетера француским властима. Један од његових најближих сарадника приликом извршавања тог убиства је био Мартин Борман. Борман је искористио свој утицај да Хесу смање затворску казну и да буде амнестиран 1928. године.
Хајнрих Химлер га је 1934. године позвао да се прикључи СС-у. Током те године је постављен за надзорника блока у логору Дахау. Унапређен је у чин капетана и пребачен у концентрациони логор Захсенхаузен 1938. године. У Логор Аушвиц је пребачен 1. маја 1940. године где је вршио функцију команданта кампа.

### Као командант Аушвица
Хес је остао на функцији команданта Аушвица до 1. децембра 1943. године. Током рада у Аушвицу, Хес се доказао као безосећајан и незаинтересован масовни убица, тихи бирократа који се ретко када појављивао и приликом одабира људи који ће бити убијени у гасним коморама. Његовим сарадницима је изгледао као добар и несебичан породични човек, који је са великим поносом и перфекционизмом прилазио обављању свог посла. Био је поносан на чињеницу да је први почео са употребом гаса циклона б. За време његове команде у Аушвицу је убијено око два и по милиона људи.
Док је Хес био командант у Аушвицу, над заробљеницима су вршена разна тестирања. Људи се стављали у коморе под притиском, смрзавани су, на њима су тестирани разни лекови, често су били кастрирани и били су изложени разним другим облицима повређивања и мучења.

### Хапшење и смрт
Након његовог заробљавања 2. марта 1946. године, предат је пољским властима. Суђено му је у Варшави између 11. и 29. марта 1947. године и проглашен је кривим. Осуђен је на смрт и обешен 16. априла.